# Parlamento Regional de Sajonia-Anhalt
El Parlamento Regional de Sajonia-Anhalt  es el parlamento estatal (Landtag) del estado federado alemán de Sajonia-Anhalt. Se reúne en Magdeburg y en la actualidad se compone de 97 miembros de cinco partidos. La mayoría actual consiste en una coalición entre la CDU, el SPD y el FDP, bajo el ministro-presidente Reiner Haseloff.

## Composición actual

### Resultado electoral
| Elecciones estatales de Sajonia-Anhalt de 2021 |                           |                    |         |        |           |           |
| Candidaturas                                   | Candidaturas              | Candidato          | Votos   | Votos  | Diputados | Diputados |
|                                                | Unión Demócrata Cristiana | Reiner Haseloff    | 394 810 | 37,1 % | 40        | 10        |
|                                                | Alternativa para Alemania | Oliver Kirchner    | 221 487 | 20,8 % | 23        | 2         |
|                                                | La Izquierda              | Eva von Angern     | 116 927 | 11,0 % | 12        | 4         |
|                                                | Partido Socialdemócrata   | Katja Pähle        | 89 475  | 8,4 %  | 9         | 2         |
|                                                | Partido Democrático Libre | Lydia Hüskens      | 68 277  | 6,4 %  | 7         | 7         |
|                                                | Alianza 90/Los Verdes     | Cornelia Lüddemann | 63 145  | 5,9 %  | 6         | 1         |
| Fuente: Parlamento de Sajonia-Anhalt           |                           |                    |         |        |           |           |

Las últimas elecciones, celebradas en 2021, se llevaron a cabo utilizando un sistema de representación proporcional, con un mínimo del 5% de los votos para recibir escaños.

### Órganos del Parlamento en la VIII legislatura

#### La Mesa
| Cargo                                | Titular               | Lista |
| ------------------------------------ | --------------------- | ----- |
| Presidente                           | Gunnar Schellenberger | CDU   |
| Vicepresidenta primera               | Anne-Marie Keding     | CDU   |
| Vicepresidente segundo               | Vacante               | AfD   |
| Vicepresidenta tercera               | Wulf Gallert          | Linke |
| Fuente: Parlamento de Sajonia-Anhalt |                       |       |

#### Grupos parlamentarios
| Grupo parlamentario                  | Grupo parlamentario                            | Integrantes               | Líder              | Portavoz           | Escaños |
| ------------------------------------ | ---------------------------------------------- | ------------------------- | ------------------ | ------------------ | ------- |
|                                      | Christlich Demokratischen Union Sachsen-Anhalt | Unión Demócrata Cristiana | Reiner Haseloff    | Markus Kurze       | 40      |
|                                      | Alternative für Deutschland Sachsen-Anhalt     | Alternativa para Alemania | Ulrich Siegmund    | Tobias Rausch      | 23      |
|                                      | Die Linke Sachsen-Anhalt                       | La Izquierda              | Eva von Angern     | Monika Hohmann     | 12      |
|                                      | Sozialdemokratische Partei Sachsen-Anhalt      | Partido Socialdemócrata   | Katja Pähle        | Rüdiger Erben      | 9       |
|                                      | Freie Demokratische Partei Sachsen-Anhalt      | Partido Democrático Libre | Andreas Silbersack | Guido Kosmehl      | 7       |
|                                      | Bündnis 90/Die Grünen Sachsen-Anhalt           | Alianza 90/Los Verdes     | Cornelia Lüddemann | Sebastian Striegel | 6       |
| Fuente: Parlamento de Sajonia-Anhalt |                                                |                           |                    |                    |         |

#### Comisiones
| Comisiones del Parlamento de Sajonia-Anhalt   |             |                        |                    |
| Comisión                                      | Presidencia | Presidencia            | Vicepresidencia    |
| Comisiones permanentes                        |             |                        |                    |
| Educación                                     |             | Stephen Gerhard Stehli | Thomas Lippmann    |
| Finanzas                                      |             | Detlef Gürth           | Jörg Bernstein     |
| Interior y Deportes                           |             | Matthias Büttner       | Tobias Krull       |
| Peticiones                                    |             | Monika Hohmann         | Angela Gorr        |
| Economía y Turismo                            |             | Lars-Jörn Zimmer       | Matthias Lieschke  |
| Auditoría Parlamentaria                       |             | Frank Bommersbach      | Olaf Meister       |
| Trabajo, Asuntos Sociales, Salud e Igualdad   |             | Gordon Köhler          | Anja Schneider     |
| Asuntos Federales y Europes y Comunicación    |             | Daniel Sturm           | Tobias Rausch      |
| Infraestructura y Digitalización              |             | Falko Grube            | Elke Simon-Kuch    |
| Agricultura, Alimentación y Silvicultura      |             | Dorothea Frederking    | Elrid Pasbrig      |
| Asuntos Constituciones y Jurídicos            |             | Christian Hecht        | Christian Albrecht |
| Ciencia, Energía y Emergencia Climática       |             | Kathrin Tarricone      | Jan Moldenhauer    |
| Control Electoral                             |             | Christian Albrecht     | Guido Kosmehl      |
| Control Parlamentario                         |             | Markus Kurze           | Eva von Angern     |
| Comisiones de investigación                   |             |                        |                    |
| Protección de la Constitución                 |             | Andreas Henke          | Sebastian Striegel |
| Fuente: Parlamento Regional de Sajonia-Anhalt |             |                        |                    |

### Histórico de resultados y distribución de escaños
|  | 65,1 % |

| 12  | 27  | 5  | 14  | 48  |
| PDS | SPD | NF | FDP | CDU |

|  | 54,8 % |

| 21  | 36  | 5     | 37  |
| PDS | SPD | Grüne | CDU |

|  | 71,5 % |

| 25  | 47  | 28  | 16  |
| PDS | SPD | CDU | DVU |

|  | 56,5 % |

| 25  | 25  | 17  | 48  |
| PDS | SPD | FDP | CDU |

|  | 44,4 % |

| 26  | 24  | 7   | 40  |
| PDS | SPD | FDP | CDU |

|  | 51,2 % |

| 29    | 26  | 9     | 41  |
| Linke | SPD | Grüne | CDU |

|  | 61,1 % |

| 16    | 11  | 5     | 30  | 25  |
| Linke | SPD | Grüne | CDU | AfD |

|  | 60,3 % |

| 12    | 9   | 6     | 7   | 40  | 23  |
| Linke | SPD | Grüne | FDP | CDU | AfD |

## Presidentes del Landtag
| Nombre                | Periodo                                 | Partido |
| --------------------- | --------------------------------------- | ------- |
| Bruno Böttge          | 18 de noviembre de 1946-octubre de 1948 | SED     |
| Adam Wolfram          | 1948-1950                               | SED     |
| Michael Schöder       | 1950-1952                               | SED     |
| Klaus Keitel          | 1990-1998                               | CDU     |
| Wolfgang Schaefer     | 1998-2002                               | SPD     |
| Adolf Spotka          | 2002-2006                               | CDU     |
| Dieter Steinecke      | 2006-2011                               | CDU     |
| Detlef Gürth          | 2011-2015                               | CDU     |
| Dieter Steinecke      | 2015–2016                               | CDU     |
| Hardy Güssau          | 2016                                    | CDU     |
| Gabriele Brakebusch   | 2016–2021                               | CDU     |
| Gunnar Schellenberger | 2021–presente                           | CDU     |